# Markgrafneusiedl
Markgrafneusiedl es una localidad del distrito de Gänserndorf, en el estado de Baja Austria, Austria, con una población estimada a principio del año 2018 de 832 habitantes. 
Se encuentra ubicada al noreste del estado, entre Viena, al oeste, el río Danubio, al sur, y el río Morava (afluente del Danubio) que la separa de Eslovaquia, al este.